# The Cat Empire
I Cat Empire sono un gruppo Indie formatosi a Melbourne in Australia nel 1999.
Il loro sound è spesso descritto come una fusione fra jazz, ska, funk e rock con pesanti influenze latine.
Attualmente i Cat Empire sono formati da Ollie McGill (tastiere e seconda voce), Ryan Monro (basso and terza voce), Felix Riebl (percussioni e voce), Harry James Angus (tromba e voce), Will Hull-Brown (batteria) e Jamshid Khadiwhala (piatti e percussioni) oltre ai numerosi e frequenti ospiti. Un forte tema ricorrente delle loro canzoni è il rifiuto dell'eccessivo materialismo, della guerra.
Il nome della band fu preso da uno schizzo del fratello minore di Felix Riebl Max, che combinava un occhio di gatto con la corona reale. Questo disegno è tuttora il logo della band, ed è conosciuto come "Pablo".

## Gli Inizi
I Cat Empire iniziarono la loro carriera sotto il nome di The Jazz Cats, trio formato da McGill, Riebl e Monro, e suonavano nei locali di Melbourne. Nel 2001 la band si ampliò con l'arrivo di Angus, Hull-Brown e Khadiwala.
Nel 2001 la band suonò al Melbourne Festival, dove riscosse un discreto successo dal pubblico. Alla fine di questo anno la band pubblicò il primo singolo: "Feline".
La band iniziò il suo primo tour oltreoceano a San Francisco nel 2002 al Matrix Club, e al Napa Valley Wine Auction nel giugno dello stesso anno. Verso la fine di quell'anno la band registrò l'album "The Sun" negli studi di Adelphia. La band tornò a Melbourne in tempo per il Melbourne Festival del 2002, dove suonarono con ospite speciale Kate Ceberano nell'ultimo concerto.

## La Carriera

### 2003
La band registra il suo primo album in studio, "The Cat Empire", in sette mesi nel 2003 con il produttore Andy Baldwin a Melbourne. I Cat Empire fu scritturata dalla BBC al WOMAD Festival del 2003 dove suonarono e la loro canzone "Hello" fu spesso trasmessa dalla BBC nell'Agosto del 2003. L'aumento della popolarità e delle performance live di questa band le procurarono un contratto con la EMI Virgin Records. Ebbero un ulteriore contratto con una compagnia indipendente del Regno Unito.
Il primo singolo, "Hello", fu pubblicato nell'ottobre 2003. L'album "The cat Empire" fu commercializzato nel novembre 2003. Nel dicembre dello stesso anno "The Cat Empire" divenne disco d'oro in Australia grazie a molte apparizioni in programmi e spettacoli televisivi.

### 2004
"Days Like These" fu il loro secondo singolo ed entrò nella top 40 dell'ARIA del 2004. Prima di iniziare il tour del 2004 la band suonò due concerti, a Sydney e a Melbourne, con gli Ozomatli. I Cat Empire fecero anche da spalla a James Brown nel suo tour australiano del 2004. Il loro album di debutto diventò disco di platino nel febbraio 2004. Anche il terzo singolo, "The Chariot", entrò nella top 40 dell'ARIA. Questi tre singoli entrarono nella classifica australiana iple J Hottest 100: "Hello" al sesto posto, "Days Like These" al 37º e "The Chariot" al 100º.
In settembre la band pubblicò un DVD intitolato "On the Attack", che offriva registrazioni live e scene di vita durante i tour, interviste, backstage e 8 bonus track registrate in studio.

### 2005
I Cat Empire producono il loro secondo album, "Two Shoes" nel 19 aprile 2005. L'album, registrato a L'Avana, Cuba, contiene alcune canzoni che fino ad allora erano suonate solo in live oltre a nuove canzoni come il singolo "Sly", pubblicato il 28 marzo. Questa canzone fu scritta da Riebl dopo aver visto una ragazza, Louisa Mignone, danzare nella folla. Questa sarebbe diventata in seguito la sua fidanzata. Le nuove canzoni dell'album seguivano una linea più Latina. Questo album contiene un maggior numero di canzoni scritte da Harry e una 'traccia nascosta', intitolata "1001".
Nel luglio 2005 la band suonò due set al Cambridge Folk Festival (Cambridge, UK). In ottobre fu pubblicato il DVD "Two Shoes Deluxe Edition" contenente i 'making of' di alcune tracce. La band pubblicò inoltre un CD chiamato "Like a Version" dove erano contenute cover di molte canzoni di altri artisti fra cui Hotel California, degli Eagles, cantata in francese da Harry.

### 2006
Il 2006 fu un anno molto impegnato per i Cat Empire, in marzo partecipano all'apertura dei '2006 Commonwealth Games' a Melbourne, suonando le loro canzoni per quasi un'ora intanto che gli atleti entravano in campo, portando la band in Mondovisione davanti a milioni di persone.
La band ebbe un ulteriore contratto con la Velour Recordings e il primo aprile del 2006 pubblicò un nuovo album: "Cities". Lo descrivono come un tributo alla loro città, Melbourne e presenta nuove innovazioni differenti dagli album precedenti. Fu anche presentata un'edizione speciale limitata a 10000 copie. Il 29 ottobre l'album fu premiato dall'ARIA con due premi: 'Awards for Fine Arts' e 'Best World Music Album'.
La band iniziò un altro tour in Asia, America ed Europa, suonando più di 45 concerti in 12 paesi.

### 2007
La band iniziò l'anno con un altro tour oltreoceano e il 13 febbraio apparvero al David Letterman Show negli USA. L'8 maggio la band apparve al Tonight Show With Jay Leno e nel giugno 2007 fecero un'esibizione al Glastonbury Festival.
I Cat Empire pubblicarono il loro quarto album, So Many Nights, in Australia il 22 settembre e il primo singolo, No Longer there, uscì l'8 ottobre. Sia l'album che il singolo entrarono nella classifica australiana Triple J Hottest 100, il primo al posto 62 e il secondo al posto 50.

### 2008
Nel febbraio 2008 la band concluse l'Outdoor Australian Tour con l'ultimo concerto a Launceston il 19 febbraio. In più la band suonò anche in altre città, come Sydney, Melbourne, Perth, Newcastle, Canberra, Geelong, e Townsville.
Successivamente i Cat Empire suonarono al Melbourne Grand Prix, condividendo il palco con i KISS.
Nel marzo 2008 la band suonò al Byron Bay Blues and Roots festival. La notte seguente il festival, i Cat Empire suonarono lungo la strada che porta alla spiaggia di Byron e alcuni membri suonarono nel locale Backpackers nella stessa settimana.

## Componenti
Nel 2009 la band è formata da:

### Membri principali
- Felix Riebl - voce e percussioni
- Harry James Angus - tromba e voce principale
- Ollie McGill - piano, tastiere e voce secondaria
- Ryan Monro - contrabbasso e voce secondaria
- Will Hull Brown - batteria
- Jamshid "Jumps" Khadiwhala - turntable e percussioni secondarie

### Altri membri fissi
- Kieran Conrau - trombone
- Ross Irwin - tromba e voce secondaria
- Carlo Barbaro - Sassofono

### Musicisti Live
Live/Touring String Musicians (2008 national tour + Byron Bay Blues n Roots):
- Jonny Ng - violino
- Adam Cadell - violino
- Neil Thompson - viola

## Discografia

### Album Studio
- 2003 - The Cat Empire
- 2005 - Two Shoes
- 2006 - Cities
- 2007 - So Many Nights
- 2010 - Cinema
- 2013 - Steal the Light
- 2016 - Rising with the Sun

### Album Live
- 2001 - Live @ Adelphia
- 2004 - On the Attack
- 2009 - Live on Earth

### Singoli
Da The Cat Empire
- "Hello" (2003)
- "Days Like These" (2003)
- "The Chariot" (2004)
- "One Four Five" (2004)

Da Two Shoes
- "Sly" (2005)
- "The Car Song" (2005)
- "Two Shoes" (2005)

Da Cities: The Cat Empire Project
- "Down at the 303 (Live)"

Da So Many Nights
- "No Longer There" (2007)
- "So Many Nights" (2007)
- "Fishies" (2008)

Da Live on Earth
- "How to Explain? (Live at the Sidney Myer Music Bowl) (2009)

### DVD
- On the Attack (2004)
- Two_Shoes (2005)
- Live_on_Earth (2009)